# Ibhat
Ibhat fou un punt avançat egipci al sud-est de la segona cascada del Nil, que va constituir el límit del domini egipci a Núbia durant l'Imperi Mitjà. Sethe suggerí que Ibhat es trobava a la zona d'Abu Simbel, però la majoria dels experts el situen en un punt indeterminat del desert oriental d'Egipte. Basant-se en anàlisis petrològiques del sarcòfag de Merenre, que les fonts antigues descriuen com a fet de pedra d'Ibhat, Wassef l'ubica més precisament a Wadi Hammamat, teoria que no ha estat àmpliament acceptada.